# Saiyinjiya
Saiyinjiya (chiń. upr. 赛音吉雅; chiń. trad. 賽音吉雅; pinyin Sàiyīnjíyǎ; ur. 25 października 1976)) – chiński zapaśnik w stylu klasycznym. Olimpijczyk z Aten 2004, gdzie zajął jedenaste miejsce w kategorii 74 kg.
Dwukrotny uczestnik mistrzostw świata, dziewiętnasty w 2003. Szósty na igrzyskach azjatyckich w 2002. Trzecie miejsce na igrzyskach wschodniej Azji z 2001. Złoto i brąz na wojskowych mistrzostwach świata w 2000 roku.